# Municipio de Tryon
El municipio de Tryon (en inglés: Tryon Township) es un municipio ubicado en el  condado de Polk en el estado estadounidense de Carolina del Norte. En el año 2010 tenía una población de 3.747 habitantes.

## Geografía
El municipio de Tryon se encuentra ubicado en las coordenadas 35°13′6.41″N 82°14′56.41″O / 35.2184472, -82.2490028.